# Walker Mill
Pour les articles homonymes, voir Walker.
Walker Mill est une census-designated place située dans le comté du Prince George, dans l’État du Maryland, aux États-Unis. Lors du recensement de 2020, elle comptait 12 187 habitants.